# Controversia
Una controversia è la discussione di opinioni opposte tra due o più persone o organizzazioni. Nel caso di dispute tra Stati si parla di controversie internazionali.

## Oggetto
Le aree perenni di controversia sono religione, filosofia, politica, scienza, sport e persino intrattenimento. La controversia su questioni di teologia è stata tradizionalmente di eccezionale preoccupazione ed è generalmente considerata divisiva in una data società.
Alcuni argomenti controversi sono considerati tabù o molto sensibili per determinati settori, a meno che un determinato gruppo di persone non possa trattare l'argomento da una prospettiva comune per discutere e condividere le reciproche posizioni personali sulla questione.
Si ritiene spesso che il termine sia sinonimo di polemica: quest'ultimo sintagma è però usato più in relazione a domande o dubbi di accettazione su qualcosa o qualcuno.

## Scienza
La storia della scienza è segnata da controversie scientifiche, alcune delle quali sono rimaste famose, come quella del calcolo infinitesimale o quella della tettonica a placche. Per i sociologi della scienza, studiare una controversia scientifica apre la "scatola nera" che tutti i contenuti scientifici tendono a diventare una volta costruiti e accettati. Da questo punto di vista, è necessario distinguere le controversie scientifiche da quelle pubbliche in cui intervengono tutti i tipi di attori.

## Retorica classica
Nella retorica classica, la controversia (latina controversia) è un esercizio scolastico, una forma di declamazione appartenente al genere giudiziario; in linea di principio era inteso a preparare i futuri avvocati a difendere. Si distingueva da un altro esercizio, suasoria, appartenente al genere deliberativo, che mirava a convincere una persona o un'assemblea ad agire o non agire in un certo modo. Esempi di controversie compaiono in Rhetorica ad Herennium, ma la raccolta più completa è offerta dalle Controversiae di Seneca il Retore.